# آرثر أ. فوغل
آرثر أ. فوغل (بالإنجليزية: Arthur A. Vogel)‏ هو قسيس أمريكي، ولد في 24 فبراير 1924، وتوفي في 6 مارس 2012.